# Rede Anhanguera
Rede Anhanguera é uma rede de televisão regional brasileira que atua nos estados de Goiás e Tocantins. É afiliada à TV Globo. A sede da Rede Anhanguera fica localizada no bairro da Serrinha, em Goiânia (GO).

## História
A TV Anhanguera foi formada a partir de 1963, no mesmo dia em que Goiânia fez seu aniversário de 30 anos. Começou transmitindo em Goiânia. Em 1968 torna-se afiliada da Rede Globo em Goiás. Em 1976 é fundada a primeira afiliada, no então norte de Goiás, que viria a se tornar o estado do Tocantins em 1989. Atualmente, a rede está distribuída em onze emissoras, sendo oito em Goiás e três no Tocantins.
No dia 4 de agosto de 2008, a TV Anhanguera Goiânia começa a transmitir no canal 34 o sinal digital em Definição Padrão (SDTV) e Alta Definição (HDTV). E no dia 2 de agosto de 2010 nas cidades de Palmas - canal 23, Anápolis - canal 33 e Luziânia - canal 16. Em janeiro de 2012, a TV Anhanguera passou a transmitir o sinal dela por satélite para recepção direta pelo telespectador de forma gratuita através do sistema SAT HD Regional.

## Emissoras
|                                                                                   |  |  |
| Divisão da área de cobertura da Rede Anhanguera por emissora em Goiás e Tocantins |  |  |

| Prefixo | Emissora                | Canal       | Cidade    | Estado    |
| ------- | ----------------------- | ----------- | --------- | --------- |
| ZYP 327 | TV Anhanguera Goiânia   | 2 (34 UHF)  | Goiânia   | Goiás     |
| ZYA 573 | TV Anhanguera Anápolis  | 7 (33 UHF)  | Anápolis  | Goiás     |
| ZYP 317 | TV Anhanguera Catalão   | 7 (34 UHF)  | Catalão   | Goiás     |
| ZYP 315 | TV Anhanguera Itumbiara | 11 (16 UHF) | Itumbiara | Goiás     |
| ZYP 294 | TV Anhanguera Jataí     | 2 (34 UHF)  | Jataí     | Goiás     |
| ZYA 579 | TV Anhanguera Luziânia  | 22 (16 UHF) | Luziânia  | Goiás     |
| ZYP 282 | TV Anhanguera Porangatu | 12 (34 UHF) | Porangatu | Goiás     |
| ZYA 578 | TV Anhanguera Rio Verde | 12 (30 UHF) | Rio Verde | Goiás     |
| ZYP 328 | TV Anhanguera Palmas    | 11 (23 UHF) | Palmas    | Tocantins |
| ZYP 321 | TV Anhanguera Gurupi    | 11 (23 UHF) | Gurupi    | Tocantins |
| ZYP 316 | TV Anhanguera Araguaína | 11 (24 UHF) | Araguaína | Tocantins |